# Sarcophyton taiwanianum
Sarcophyton taiwanianum är en orkidéart som först beskrevs av Bunzo Hayata, och fick sitt nu gällande namn av Leslie Andrew Garay. Sarcophyton taiwanianum ingår i släktet Sarcophyton och familjen orkidéer. Inga underarter finns listade i Catalogue of Life.